# Melanagromyza cunctanoides
Melanagromyza cunctanoides är en tvåvingeart som beskrevs av Blanchard 1954. Melanagromyza cunctanoides ingår i släktet Melanagromyza och familjen minerarflugor. Inga underarter finns listade i Catalogue of Life.